# Noiraigue
Cet article concerne la localité du canton de Neuchâtel. Pour le cours d'eau, voir Noiraigue (cours d'eau).
Noiraigue est une localité de la commune de Val-de-Travers et une ancienne commune suisse du canton de Neuchâtel.

## Toponymie
Le nom « Noiraigue » est une formation toponymique d'origine romane, composé des éléments noir- « noire » et -aigue, forme locale du mot « eau », d'où le sens global d’« eau noire ». C'est la rivière du même nom qui fut appelée ainsi car, chargée de tourbe, sa couleur était sombre. 

## Histoire

Vue aérienne (1964)

Le site du village de Noiraigue était fréquenté dès le Néolithique, une hachette en pierre y ayant été retrouvée.
En 998, la région, qui appartenait jusque-là aux Sigiboldides, est donnée au nouveau prieuré clunisien de Bevaix. En 1380, Noiraigue est exemptée d'une taxe payée par les autres villages du Val-de-Travers. Un document de 1413 mentionne par ailleurs une forteresse dans laquelle les habitants peuvent trouver refuge.
De 1413 à 1848, Noiraigue appartient à la seigneurie de Travers, puis à la juridiction de Travers. De 1682 à 1713, une seigneurie de Noiraigue existe temporairement. La seigneurie de Travers appartient d'abord aux Neuchâtel-Vaumarcus, puis aux Bonstetten à partir de 1587 et enfin aux Sandoz à partir de 1761. En 1827, la seigneurie de Travers et donc le village de Noiraigue sont cédés aux princes de Neuchâtel par les Sandoz.
Dans les années 1640, une première chapelle est construite dans le village.
Noiraigue est longtemps une étape importante sur la route reliant Pontarlier à Neuchâtel, contribuant aux ressources du village,. À la suite d'un éboulement survenu en 1816, une nouvelle route contournant le village est toutefois construite.
L'industrie du fer a joué un rôle important à Noiraigue, comme dans d'autres communes du massif du Jura. Du XVIe au XIXe siècle, de nombreuses clouteries sont implantées à Noiraigue, de même que des hauts-fourneaux à la fin du XVIIe siècle. 
Le 10 juin 1719, la quasi-totalité de Noiraigue est détruite par un incendie. 
En 1860, Noiraigue est reliée au réseau ferroviaire grâce à l'ouverture d'une gare par le chemin de fer franco-suisse. De 1861 à 1934, trois fabriques de chaux et de ciment exploitent un gisement découvert lors de la construction du chemin de fer. En 1896, une usine hydroélectrique est construite au Plan-de-l'Eau, suivie par une seconde en 1956 au Furcil. 
En 1879, la paroisse de Noiraigue devient autonome après que le village a longtemps fait partie de la paroisse du Val-de-Travers.
En 1894, la chapelle du XVIIe siècle est détruite et un nouveau temple est construit.
Au XXe siècle, Noiraigue abrite une fabrique de pâtes alimentaires (1936-1952) et une fabrique de skis (1937-1946).
La commune de Noiraigue fusionne le 1er janvier 2009 avec Boveresse, Buttes, Couvet, Fleurier, Les Bayards, Môtiers, Saint-Sulpice et Travers pour former la commune de Val-de-Travers.
En juin 2013, l'entreprise Celtique Energie Neuchâtel SA annonce un projet de forage de Gaz de schiste sur le territoire de la commune. Une pétition réunissant 10'000 signatures et s'opposant à ce projet est déposée auprès du Grand Conseil neuchâtelois qui vote, en mai 2014, un moratoire de dix ans sur les recherches d'hydrocarbures dans le canton. En 2015, la société Celtique Energie Neuchâtel SA est liquidée.

## Démographie
La commune de Noiraigue a compté 226 habitants en 1750, 260 en 1818, 241 en 1850, 954 en 1900, 661 en 1950 et 466 en 2000.

## Lieux et monuments

### Temple de Noiraigue
Le temple de Noiraigue est construit en 1894 par Nelson Convert après que l'ancienne chapelle du XVIIe siècle a été rasée. Le clocher, qui avait été construit en 1861 par Jean-François Sudan, a toutefois subsisté. Il est composé de blocs erratiques de granit, lui donnant une couleur peu fréquente dans la région. L'une des trois cloches du temple, datant de 1718, avait été achetée en 1798 par la commune à l'abbaye de Bellelay après sa sécularisation, tandis que les deux autres ont été fondues par Louis-Constant Perrenoud lors de la construction du clocher en 1861.

### Domaine de Combe-Varin
Le domaine de Combe-Varin a été habité pendant deux décennies à la fin du XIXe siècle par le géologue et zoologue Édouard Desor qui y a accueilli chaque année un grand nombre de savants. Le domaine lui-même, initialement appelé Grand-Cernil, remonte au début du XVIe siècle. La maison de maître a connu d'importantes réparations en 1865. La ferme des Pommeys, liée au domaine, a brûlé en 1952 avant d'être reconstruite à quelque distance.

### Divers
- Gorges de l'Areuse
- Cirque rocheux du Creux-du-Van
- Chocolaterie Jacot

## Sport et loisirs
Une Via Ferrata (celle du Tichodrome) est implantée sur la commune de Noiraigue, elle est perchée à flanc de falaise et s'étend sur 550 m. 
Noiraigue est située à l'une des extrémités de la Route de l'absinthe, itinéraire touristique et culturel franco-suisse menant de Pontarlier au Val-de-Travers.